# Gradina (gmina Cetynia)
Gradina (cyr. Градина) – wieś w Czarnogórze, w gminie Cetynia. W 2011 roku liczyła 11 mieszkańców.